# قمر جديد (رواية)
قمر جديد (بالإنجليزية: New Moon)‏ هو الكتاب الثاني من سلسلة « الشفق » (Twilight) بقلم ستيفاني ماير.

## ملخص الرواية
إدوارد كولن وعائلته من مصاصي الدماء الآن بصدد مغادرة فوركس خوفا من تعرض حياة بيلا سوان للخطر، في ظل الاكتئاب والحزن اللذان يسيطران على هذه الأخيرة، تقرر توطيد علاقتها بجايكوب بلاك، الشيء الذي ينتج عنه حب غير متبادل من طرف جايكوب، كل هذا قبل أن تبدأ مصاصة الدماء فيكتوريا، حبيبة جايمس الذي قتله إدوارد في الجزء الأول من الرواية، هجماتها على فوركس محاولة قتل بيلا والانتقام لحبيبها جايمس، وبعد نجاة بيلا بصعوبة تقرر الاحتماء ب جايكوب ورفاقه الذين ستكتشف فيما بعد أنهم مستذئبون، وبالتالي ستعيش معهم في لابوش، محمية المستذئبين، لبعض الوقت.
بعد هذا تحاول بيلا ممارسة رياضة خطرة (القفز من على الصخور) فيحدث سوء فهم عميق يوهم إدوارد أنها ماتت بعد أن أخبرته روزالي أخته بالأمر، يحاول إدوارد إّن أن يضع حدا لحياته بالذهاب لإيطاليا والطلب من الفولتوري (أقوى العائلات مصاصة الدماء) قتله، فتذهب كل من بيلا وآليس (أخت إدوارد الثانية) إلى قلب مدينة فولتيرا لينقذا إدوارد، فتفرج عنهم عائلة الفولتوري بشرط أن تتحول بيلا في المستقبل إلى مصاصة دماء
وهكذا يعود الثلاثة إلى فوركس مجددا بعد أيام حافلة بالإثارة

## فيلم
تم تصوير فيلم اعتمادا على رواية قمر جديد وهو من إخراج كريس واتيز ويقوم بأدوار البطولة نفس الممثلين الذين قاموا بفيلم الشفق.

غلاف النسخة الأصلية

## روابط خارجية
- قمر جديد على موقع الموسوعة البريطانية (الإنجليزية)